# Cabo Comorín
El cabo Comorín (del inglés: Cape Comorin) y en tamil: கன்னியாகுமரி es el punto más meridional del subcontinente indio. Es un promontorio rocoso localizado al final de la cordillera de los Ghats occidentales, que administrativamente pertenece al estado de Tamil Nadu. Dos mares de borde del océano Índico, el mar Arábigo y la bahía de Bengala, y el propio océano, se encuentran allí. El cabo separa dos importantes regiones costeras de la India: al este, la costa de Coromandel y, al oeste, la costa de Malabar.
El cabo Comorín está localizado en la parte meridional de la ciudad de 20.000 habitantes de Kanyakumari, que debido a su ubicación en el extremo sur de la India es un destino importante de peregrinaje: no lejos del cabo hay una pequeña isla en la que se ha erigido el memorial de Vivekananda con un templo de la diosa de Kanyakumari.  El nombre Comorín es una corrupción del nombre tamil Kanniyakumari, que significa «[lugar de la] virgen princesa», que se refiere a la diosa adorada allí.
Aunque el cabo Comorín marca el extremo sur del subcontinente indio, no es el punto más meridional del territorio de la India, que corresponde a la punta Indira (Indira Point) en el grupo de las Islas Nicobar, situada más al sur.
Se supone que el mítico continente  Lemuria se encuentra al sur del cabo de Comorín.